# Velký Valtinov
Velký Valtinov là một làng thuộc huyện Česká Lípa, vùng Liberecký, Cộng hòa Séc.